# Ely Culbertson
Ely Culbertson (Poiana Vărbilău, Roemenië, 22 juli 1891 - Brattleboro, Vermont 27 december 1955) was een sterke Amerikaans bridgespeler en een belangrijke persoonlijkheid in de beginjaren van het (nieuwe) contractbridge.
Culbertson was geboren in Roemenië, als zoon van een Amerikaans mijnbouwkundige ingenieur en diens Russische vrouw. Hij studeerde aan de Sorbonne in Parijs en aan de universiteit van Genève. Hij was bovendien een talenwonder: hij sprak vloeiend Russisch, Engels, Frans, Duits, Tsjechisch en Spaans; hij kon nog vijf talen lezen en wist ook nog wat van Latijn en Grieks. Na de Russische Revolutie leefde hij vier jaar in Parijs en elders in Europa, terwijl hij geld verdiende met kaarten. In 1921 vestigde hij zich in de Verenigde Staten. Hier trouwde hij in 1923 met Josephine Murphy Dillon, een bridgelerares. Ze waren allebei succesvol als speler en als docent. 
Vanaf 1925 kwam contractbridge geleidelijk in zwang en Culbertson zag hierin zijn kans om het leiderschap op zich te nemen. Hij werd een sleutelfiguur in de groei van het contractbridge eind jaren twintig en begin jaren dertig. In de vroege jaren dertig was hij de sterkste bridgespeler in de Verenigde Staten. Zijn team won een aantal toernooien waaromheen veel publiciteit was gegenereerd. Pas in 1937 werd hij uiteindelijk verslagen door een Oostenrijks team geleid door dr. Paul Sterns.
Culbertson was ook een begenadigd publicist. Hij stichtte en redigeerde The Bridge World, een tijdschrift dat nog steeds bestaat. Ook schreef hij veel krantenartikelen en boeken over bridge. De publiciteit rond de grote toernooien was goede reclame voor zijn boeken!
In 1938 stopte hij met toernooibridge en, tegen de achtergrond van een toenemende oorlogsdreiging, ging hij zich wijden aan vrede in de wereld.